# Femeile ruse
„Femeile ruse”, cunoscut și ca „Decembristele”, (în rusă Ру́сские же́нщины, transliterat: Russkie jenșcinî) este un poem în două părți scris de Nikolai Nekrasov, care prezintă poveștile a două femei, soțiile decembriștilor, care și-au urmat soții, Serghei Trubețkoi⁠(d) și Serghei Volkonski⁠(d), în exilul lor din Siberia. 
Prima parte, Prințesa Trubețkaia (Княгиня Трубецкая), a fost scrisă în iulie 1871, iar partea a doua, Prințesa M.N. Volkonskaia (Княгиня М.Н. Волконская, scrisă pe baza memoriilor prințesei Volkonskaia), un an mai târziu. Ambele au fost publicate în revista literară rusă Otecestvennie Zapiski⁠(d), în aprilie 1872 și respectiv în ianuarie 1873, în versiuni cu un ton domolit de cenzură. Au fost incluse în 1873 în colecția Stihotvorenia (Стихотворения, Poezii), de astă dată ca o operă literară completă din două părți.

## Opinii și recenzii

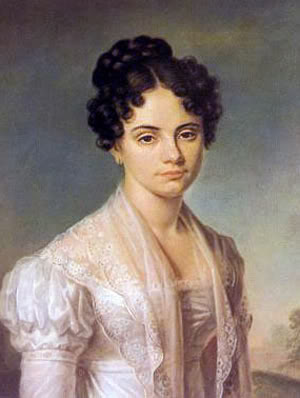
Maria Volkonskaia

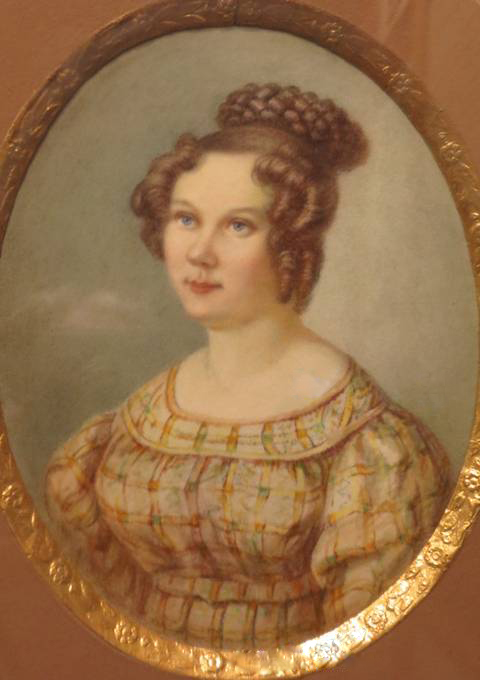
Ekaterina Trubeţkaia

Poemul a cauzat reacții contradictorii. Astfel, la citirea versiunii de probă a primei părți a lucrării, „Prințesa Troubețkaia”, Mihail Volkonski a remarcat: „caracterul eroinei este foarte mult modificat față de caracterul persoanei reale.” După ce a făcut unele corecții textului la cererea sa, autorul a refuzat totuși să înlăture din poezie acele episoade care păreau importante pentru el. La trimiterea lucrării către „Otecestvennie Zapiski”, manuscrisul era însoțit de o remarcă a lui Nekrasov în care afirma că a aflat prea târziu despre prezența în poem a unor inexactități faptice, dar lucrul cel mai important pentru el - că „nu a existat nici o infidelitate semnificativă”..

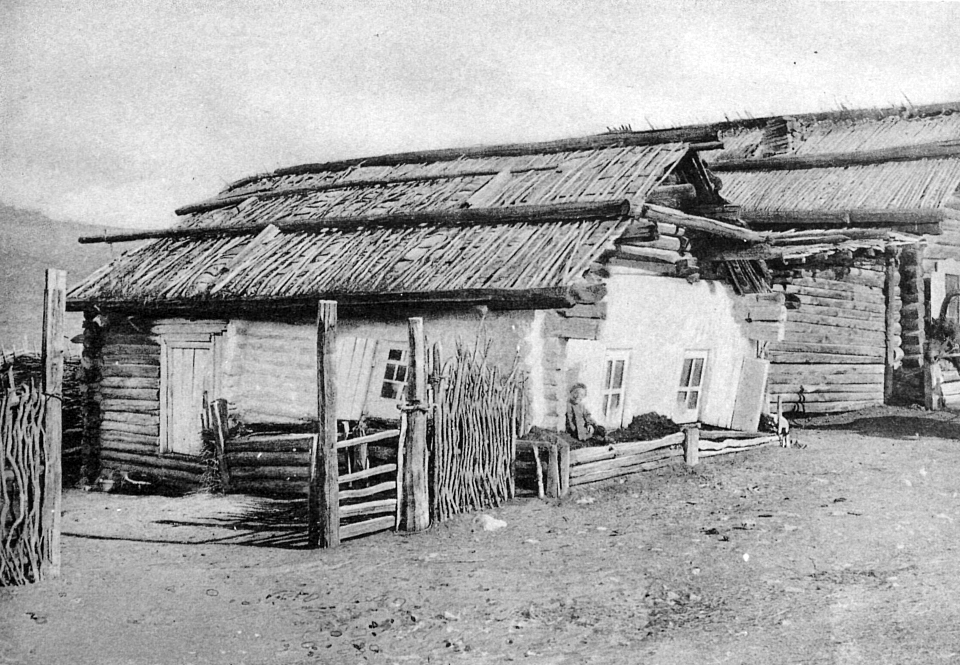
Casa din Siberia unde au trăit în exil
E.I. Trubeţkaia şi M.N. Volkonskaia

Aceeași plângere - lipsa de credibilitate - a venit după a doua parte a lucrării din partea surorii prințesei Volkonskaia - Sofia Nikolaevna Raevskaia, care și-a exprimat nemulțumirea față de faptul că „povestea pe care el [autorul] o pune în gura surorii mele, ar fi fost mai adecvată în gura unor țărani”. Recenzii destul de critice despre „Femeile ruse” au fost făcute în paginile „Monitorului de Sankt-Petersburg” (1873, numărul 27) și „Lumea Rusă” (1873, numărul 46).
Cu toate acestea, atitudinea generală a presei și a cititorilor a fost bunăvoitoare. Într-una din scrisorile sale către fratele său, Nekrasov a spus că „«Printesa Volkonskaya» are un succes fără precedent, pe care nici una din scrierile mele anterioare nu le-a avut”. La câțiva ani după publicarea celor două părți ale poemului, criticul literar Alexander Skabișevski⁠(d) a recunoscut:
„Nu-mi pot aminti nici o lucrare de artă publicată în ultimii zece ani în presa noastră, care ar face o impresie atât de puternică și întreagă asupra publicului.”